# Yvan Touitou
Yvan Touitou, né le 26 avril 1940 à Biskra (Algérie), est un chronobiologiste français, professeur émérite des universités, ancien chef de service du groupe hospitalier de la Pitié-Salpêtrière, Paris.
Il est docteur en pharmacie, membre de l'Académie nationale de médecine et ancien président de l'Académie nationale de pharmacie. Il est aujourd'hui chercheur à la Fondation Adolphe-de-Rothschild. Il est auteur et coauteur de plus de trois cents publications scientifiques et de nombreux ouvrages ainsi que les actes des congrès qu'il a organisés.

## Responsabilités hospitalières
Professeur des universités-Praticien hospitalier (Groupe hospitalier Pitié-Salpêtrière, Paris) en 1985, Chef du service de biochimie médicale et de biologie moléculaire (CHU Pitié-Salpêtrière) de 1997 à 2007.

## Responsabilités scientifiques et administratives

### Université Pierre-et-Marie-Curie
Vice-président de l’université Pierre-et-Marie-Curie de 1997 à 1998, vice-président du conseil scientifique de l'université de 1980 à 1986, membre de la commission des habilitations à diriger les recherches en sciences de la santé de 1992 à 1998, membre de la commission des thèses du secteur sciences de la vie de 1997 à 2000.

### Faculté de médecine Pitié Salpêtrière
Membre du conseil scientifique de 1980 à 1989, chargé de mission pour le conseil scientifique de 1990 à 1997.

### Sociétés savantes
- Rédacteur en chef du journal de référence Chronobiology International de 2005 à 2011, organe de la Société internationale de chronobiologie
- Éditeur associé de Neuroendocrinology Letters.
- Président de la Société francophone de chronobiologie de 1996 à 2001.
- Vice-président de l’ International Society for Chronobiology de 1995 à 2000.
- Membre du Conseil de la Société francophone d’étude des rythmes biologiques de 1984 à 1990.
- Secrétaire général adjoint de la Société francophone d'étude des rythmes biologiques de 1987 à 1990.
- Membre de la Commission Chronobiologie et Cancer de l’Association pour la recherche contre le cancer (ARC).
- Membre du conseil d’administration de la Société francophone d’endocrinologie de 1999 à 2002.
- Membre des sociétés francophones de Biochimie et de Biologie Moléculaire, de Biologie Clinique, d'Endocrinologie, de Gérontologie, du Collège de Médecine des Hôpitaux du Comité national français de radioélectricité scientifique
- Membre de sociétés internationales comme l'European Society for Clinical Investigation, de l'European Society of Chronobiology, de l'European Pineal Society, de la New York Academy of Sciences, de l'American Association for Clinical Chemistry, de l'American Association for Medical Chronobiology etc..

### Académies nationales
- Membre de l’Académie nationale de médecine depuis 2011[1]
- Président de l’Académie nationale de pharmacie en 2007
- Membre de l’Académie nationale de pharmacie depuis 1991[2]
- Membre correspondant de l’Académie nationale de médecine depuis 2003
- Lauréat de l'Académie de médecine (prix Henri-Buignet) en 1973
- Lauréat de l'Académie de pharmacie (prix Choay-Champigny) en 1973